# Corona-Party

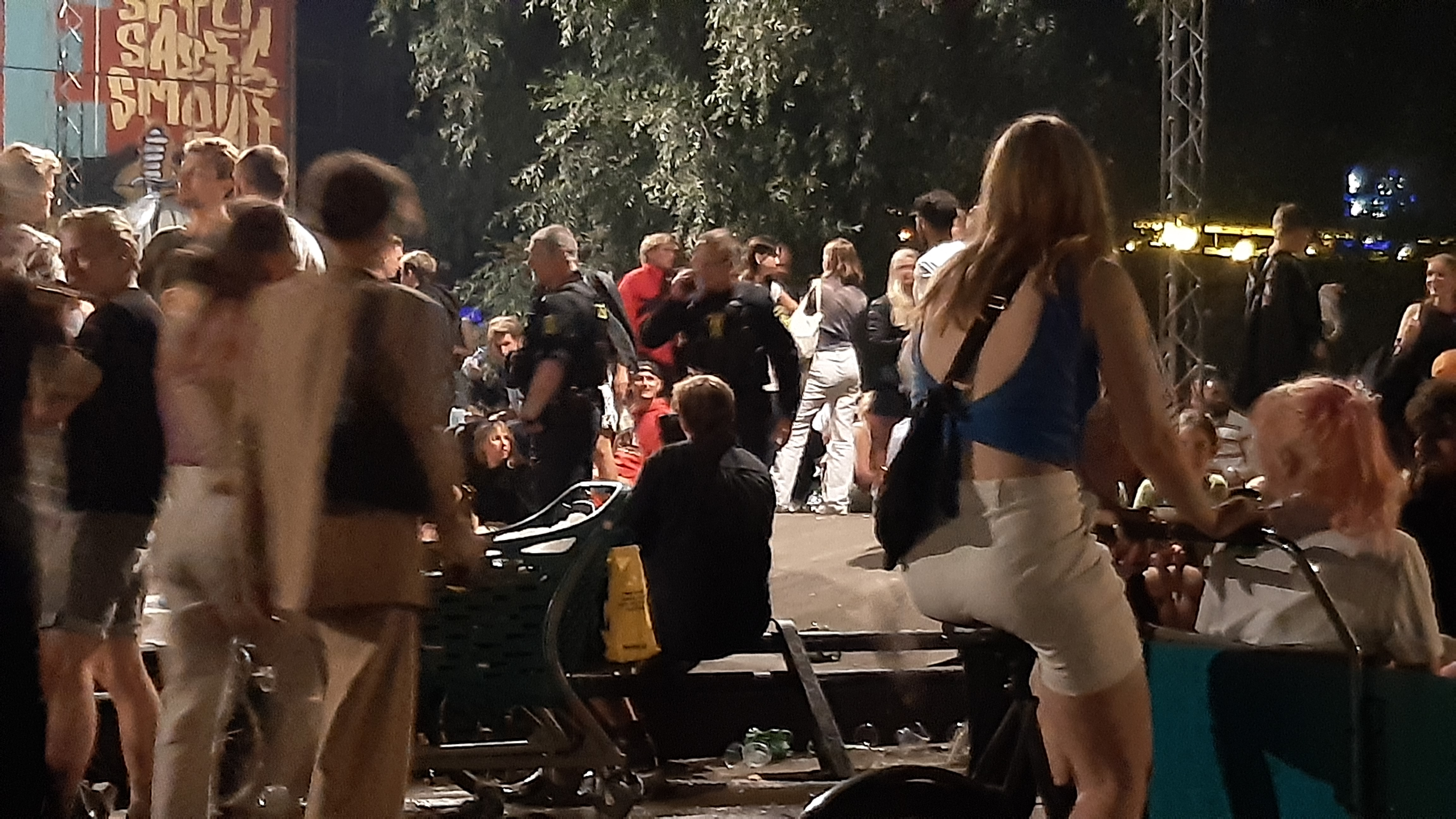
Corona-Party in Kopenhagen, Dänemark

Der Ausdruck Corona-Party etablierte sich während der COVID-19-Pandemie als Schlagwort zur Bezeichnung eines geselligen Beisammenseins trotz bzw. wegen einer staatlich verordneten Massenquarantäne („Lockdown“). Dabei ist unerheblich, ob sich die Gruppe in Clubs, privaten Wohnbereichen oder an öffentlichen Plätzen trifft. Die Berichte nennen als Teilnehmer häufig Jugendliche, die sich aufgrund der allgemeinen Schulschließungen zu Partys treffen, statt zu Hause zu bleiben. Polizeiberichte und Massenmedien verwenden die Bezeichnung teils in Anführungszeichen. Politiker kritisierten solche Ereignisse scharf. Sie wurden als Verstöße gegen die erlassenen Corona-Verordnungen auch sanktioniert.

## Beispiele
Es gibt gelegentliche Polizei- und Medienberichte über „Corona-Partys“. Statistiken zur Gesamtzahl oder Häufigkeit bzw. wissenschaftliche Studien liegen bislang nicht vor. In den Medien gibt es ferner Aussagen von Partyteilnehmern, die ihr Verhalten im Nachhinein bedauern, so das Beispiel eines deutschen Austauschstudenten in Italien sowie von Studenten einer Stuttgarter WG.
Bereits vor den strengeren Maßnahmen, wie den Schließungen von Schulen und Gaststätten, gab es Infektionen in Clubs. Laut der Website der Bundeshauptstadt (15. März 2020) gab es in Berlin 263 Infektionen mit dem Coronavirus. Davon gingen 42 auf Veranstaltungen in einem Club zurück.
Die Schwäbische Post berichtete am 19. März 2020 von etwa 40 Jugendlichen, die sich in Heubach getroffen hätten. Die Party sei kurz vor 15 Uhr von einem Anrufer gemeldet worden. Die Polizei rückte mit mehreren Streifenwagen an und belehrte die Jugendlichen, die sich einsichtig gezeigt und den Ort freiwillig verlassen hätten.
Am 19. März 2020 informierte die Polizei, dass sie in mehreren Städten Baden-Württembergs Corona-Partys beendet haben. Die Jugendlichen seien zwischen 15 und Anfang 20 gewesen. Die meisten hätten sich einsichtig gezeigt. Man feiere auf Schulhöfen, Grillplätzen und in Parks. Polizeipräsident Reinhard Renter bat die Erziehungsberechtigten, auf ihre Kinder einzuwirken.
Laut Süddeutsche.de (19. März 2020) hat die Polizei im Fünfseenland (zu dem der Starnberger See gehört) nicht nur Corona-Partys aufgelöst. Nach Hause geschickt wurden auch grillende Jugendliche sowie Mütter mit Kindern auf Spielplätzen. Die Polizei ermahnte Gastwirte, die ihr Lokal nicht spätestens um 15 Uhr schlossen, und eine Lottoladen-Inhaberin, deren Geschäft noch nach 17:30 Uhr geöffnet hatte. Ein Wirt am Starnberger Seebahnhof hatte seine Gäste erst gegen 20:15 Uhr dazu aufgefordert zu gehen. Die Polizei war nachsichtig, da die strengeren Bestimmungen erst am 18. März 2020 in Kraft getreten waren. Grundsätzlich können aber Anzeigen erstattet und Geldstrafen verhängt werden.
Ebenfalls am 20. März 2020 berichtete der Rundfunk Berlin-Brandenburg, dass die Polizei in den vergangenen Nächten immer wieder solche Partys aufgelöst habe. Einige junge Teilnehmer sagten dem Fernsehsender, sie fühlten sich gesund und glaubten, dass keiner von ihnen das Coronavirus habe. RBB zufolge verabreden die jungen Leute sich über Facebook für „Coronaferien-Partys“. Bestimmte Orte in Berlin seien besonders beliebt. Beispielsweise am 9. April löste die Polizei in Mannheim eine „Corona Party“ von fünf Männern in einer Gaststätte auf.
Der ORF berichtete über ein Treffen mit lauter Musik von vier Männern am Samstag, 21. März 2020 in einem Vereinslokal in Heiligenkreuz am Waasen. Die Polizei löste die Feier auf und zeigte die Männer an. Der teilnehmende steirische Landtagsabgeordnete Gerhard Hirschmann (FPÖ) wurde parteiintern und von Seiten anderer Parteien scharf kritisiert und legte daraufhin sein Landtagsmandat nieder. Das Strafverfahren gegen Hirschmann wurde eingestellt.
Ebenfalls für Empörung sorgte im April 2020 ein als „Poolparty, die 38.“ durch die Medien gegangenes Video, bei dem Unternehmer in einem privaten Schwimmbecken feierten und die Kurzarbeit verhöhnten. Der Staatsanwalt stellte ein halbes Jahr danach das Verfahren ein, da sich die Corona-Gesetze nicht auf den Privatbereich erstreckt hatten. Allerdings gab es unmittelbar nach dem Vorfall einen Rücktritt aus einer leitenden Funktion in einem Gesundheitsbetrieb.
Im August 2020 wurde bekannt, dass Hamburgs Innensenator Andy Grote (SPD) mit einer privaten Feier anlässlich seiner Wiederberufung ins Amt im Juni 2020 gegen die zu diesem Zeitpunkt geltende Corona-Eindämmungsverordnung des Senats, dem er selbst angehörte, verstoßen und damit eine Ordnungswidrigkeit begangen hatte. Die zuständige Behörde verhängte gegen Grote ein Bußgeld in der Höhe von 1.000 Euro, das dieser umgehend zahlte, um seine Schuld einzugestehen. Oppositionsvertreter in Hamburg kritisierten Grotes mangelndes Verantwortungsbewusstsein sowie seine politische Unglaubwürdigkeit als Innensenator und forderten seinen sofortigen Rücktritt oder seine Entlassung durch den Ersten Bürgermeister und Regierungschef Peter Tschentscher (SPD). Dem kamen weder Grote noch Tschentscher nach.
Im Dezember 2020 wurde eine Party in Wien-Hietzing von der Spezialeinheit WEGA gestürmt, nachdem sich Jugendliche eine Villa gemietet hatten.
In Frankreich und Spanien kam es zum Jahresbeginn 2021 zu illegalen Rave-Partys mit ca. 2.500 bzw. 1.000 Teilnehmern. Das sorgte für Empörung im Land. Kritik gab es dabei auch an der Polizei, die in beiden Fällen die Party erst am nächsten Tag beendete.
Für mediales Aufsehen sorgte eine Adresse in Wien, an der innerhalb weniger Tage zwei Partys mit Drogen und illegalem Glücksspiel stattfanden. Ebenfalls kam es in Österreich zu vorzeitigen Faschingsfeiern, die von der Polizei aufgelöst wurden. Dienstliche Konsequenzen gab es für fertig ausgebildete Soldaten, die trotz Verbots in einer Kaserne in Güssing eine Abschlussfeier veranstalteten, von der Videos mit sexuellen Handlungen an die Öffentlichkeit kamen. Einer der Beteiligten beging daraufhin Suizid, was zu Kritik an der Reaktion der Heeresleitung führte, der auch Homophobie vorgeworfen wurde.

## Rechtliches
Die rechtliche Beurteilung einer Feier hängt vom Rechtskreis ab.

### Österreich
In Österreich kam es zu Beginn der Pandemie unter anderem darauf an, ob die Feier im öffentlichen Raum oder auf einem Privatgrundstück abgehalten wurde. So berichtete die Wiener Zeitung, dass die österreichischen COVID-19-Verordnungen keine Grundlage dafür abgäben, eine Party auf Privatgrund zu untersagen. Wenn gegen eine solche Feier vorgegangen werde, hieß es aus dem Innenministerium, dann wegen anderer Gründe wie Lärmbelästigung. Der Verfassungsrechtler Andreas Janko sah in der damaligen Verordnung ebenfalls eine Regelungslücke: Eine Corona-Party etwa sei verantwortungslos, aber nicht immer verboten: Wer zum Beispiel Mitbewohner in einem Mehrparteienhaus aufsucht, muss dafür keinen öffentlichen Ort durchqueren.
Mit den Maßnahmen im Februar 2021 wurden in der Covid-19-Virusvariantenverordnung keine Unterschiede mehr zwischen privatem und öffentlichem Raum gemacht: Es wurde beschlossen, eine Ausgangssperre von 20 bis 6 Uhr einzuführen und die maximale Anzahl von Haushalten, die sich treffen dürfen, auf zwei zu reduzieren, wobei nur vier Erwachsene und sechs Kinder anwesend sein dürfen.

### Niederlande
Auch niederländischen Zeitungen zufolge gibt es Undeutlichkeit darüber, was genau verboten ist. So gebe es nur eine Empfehlung des Kabinetts, nicht mehr als drei Gäste Zuhause zu empfangen. Für sie gelte die Abstandsregel von anderthalb Metern. Justizminister Ferdinand Grapperhaus kommentierte, dass man kein größeres Fest feiern solle, wenn die Wohnung für den Abstand zu klein sei. Die Polizei habe, so das Algemeen Dagblad, nicht das Recht, ein Haus (zur Kontrolle) einfach so zu betreten.

## Motive
Laut FAZ lassen sich einige Menschen

„das Feiern nur ungern nehmen. Die einen feiern trotz der Gefahr einer Ansteckung, die anderen feiern genau deswegen. Denn nach einer Erkrankung wäre man immun und könnte wieder normal leben – so zumindest die Annahme. Mit privat organisierten sogenannten „Corona-Partys“ setzen manche Menschen diesen Plan in die Realität um.“

Wer sich jetzt bewusst anstecke, sei dann immun, so die Idee. Forscher sagten schließlich, dass das neue Virus bei gesunden Menschen unter 60 Jahren meist keinen großen Schaden anrichte. Jedoch, so die NZZ: „In seltenen Fällen können auch junge Menschen schwer erkranken oder sterben, und durch solches Verhalten gefährdet man die Risikogruppen.“
Die Sozialpsychologin Margarete Boos erklärte dem NDR gegenüber, dass Menschen soziale Bedürfnisse hätten, die nicht leicht kontrolliert werden könnten. Wenn Menschen glaubten, dass ihre Freiheit beschränkt werde, könnten sie unreflektiert mit Trotz reagieren. Gerade jungen Menschen falle es schwer, die Erfüllung von Wünschen zurückzustellen. Außerdem nähmen sie mehr Risiko in Kauf als Ältere.

## Reaktionen
Der Vize-Präsident des Robert Koch-Instituts, Lars Schaade, warnte vor „Coronapartys“ in den eigenen vier Wänden. „Bitte tun Sie das nicht. Schränken Sie das gesellschaftliche Leben ein.“
Der bayerische Ministerpräsident Markus Söder (CSU) sagte am 19. März 2020: „Wir haben Nachrichten bekommen, dass es Corona-Partys gibt bei Jugendlichen […]“. Er verwies darauf, dass man Eltern und Großeltern anstecken könne – „wer möchte denn dafür verantwortlich sein?“ Schon zwei Tage zuvor hatte er bemerkt: „Sorry, aber das geht gar nicht […]. Das ist eine wirkliche Gefährdung.“
Berlins Gesundheitssenatorin Dilek Kalayci (SPD) sagte am 21. März 2020:

„[…] Ich wiederhole es immer wieder: Es ist nicht die Zeit für Partys! Weder in Klubs noch in Parks. […] Unter manchen jungen Leuten herrscht nach wie vor eine Haltung nach dem Motto: ‚Dann infizieren wir uns halt, weil es für uns mit einem leichten Krankheitsverlauf dann auch vorbei ist.‘ Nur garantieren kann ihnen das niemand! […] Aber es gibt auch die andere Seite Berlins: Viele junge Menschen sind sehr verantwortungsvoll, bieten sich an in der Nachbarschaftshilfe, zeigen sich sehr sozial. Diese solidarische Seite der Stadt gibt es auch.“

Der Berliner Landesschülerausschuss mahnte, die Ausgangsbeschränkungen zu beachten. Es sei eine „verantwortungslose Zumutung gegenüber dem Rest der Bevölkerung“, zu Corona-Partys einzuladen. Man solle sich nur noch digital austauschen.
In Bento stellten zwei Autoren hingegen die Frage, wie viele Feiern es tatsächlich gebe. Ihrer Meinung nach gibt es „viel Hörensagen, wenige dokumentierte Fälle“.
Die niederländischen Sicherheitsbehörden haben sich auf eine Notverordnung verständigt, in denen Coronafeestjes explizit erwähnt werden. Als Beispiele für die Lokalität werden Studentenhäuser, Garagen und Schuppen genannt.

## Sprachliches
Der Ausdruck „Corona-Party“ wurde in Sprachwörterbüchern oder Sites für die Sprachbeobachtung registriert. So definierte das DWDS: „privat organisierte Party, die während der Coronakrise unter Umgehung von Maßnahmen zur Eindämmung des Coronavirus veranstaltet wird“. Die niederländische taalbank von Ton den Boon, Chefredakteur des Dikke Van Dale, hat mehrere Synonyme in ihr Corona-Wörterbuch aufgenommen: coronafeestje, anticoronafeest, lockdownparty. Beim letzteren folgt die Erklärung, dass es sich um eine Party handele, die von Menschen organisiert und besucht werde, die einen Lockdown nicht ernst nehmen.
Coronaparty wurde zum Österreichischen Unwort des Jahres 2020 gewählt.
Der Ausdruck Corona-Party wurde auch in sarkastischer Weise für die Zustände in Flüchtlingslagern Griechenlands verwendet.